# جورج ستون (كرة سلة)
جورج ستون (بالإنجليزية: George Stone)‏ مواليد 9 فبراير 1946 في موراي - الوفاة 30 ديسمبر 1993، كان لاعب كرة سلة أمريكي. تم اختياره من قبل فريق لوس أنجلوس ليكرز خلال الدرافت. لعب مع كارولاينا كوغارز. حمل الرقم 33. بلغ طوله 6 قدم 7 بوصة (2.0 م).

## روابط خارجية
- جورج ستون على موقع سبورتس رفرنس (الإنجليزية)
- جورج ستون على موقع كلية كرة السلة في سبورتس رفرنس.كوم (الإنجليزية)
- جورج ستون على موقع ريلجم (الإنجليزية)
- جورج ستون على موقع بروبوليرز (الإنجليزية)